# Aridius lobli
Aridius lobli es una especie de coleóptero de la familia Latridiidae.

## Distribución geográfica
Habita en Sri Lanka.